# Christopher Thomas Knight
Pour les articles homonymes, voir Knight.
Christopher Thomas Knight (né le 7 décembre 1965), également connu sous le nom « d'Ermite de North Pond » (en anglais : North Pond Hermit), est un ancien ermite et cambrioleur qui a vécu sans contact humain (à de très brèves exceptions près) pendant 27 ans entre 1986 et 2013 dans la région des Belgrade Lakes (en) dans le Maine.
Pendant son ermitage, Knight vit à moins de deux kilomètres des cabanes d'été dans un camp de fortune qu'il construit dans une forêt. S'étant isolé sans presque aucun bien, son camp est entièrement composé d'objets volés dans les chalets et camps voisins. Il survécut en commettant environ un millier de cambriolages dans des maisons de la région, à raison d'environ une quarantaine par an pour pouvoir survivre pendant les hivers rigoureux du Maine.
En dehors de la peur et de la notoriété que ses nombreux cambriolages créent dans la région, la vie inhabituelle de Knight attire également de nombreux médias internationaux après sa capture.

## Bibliographie

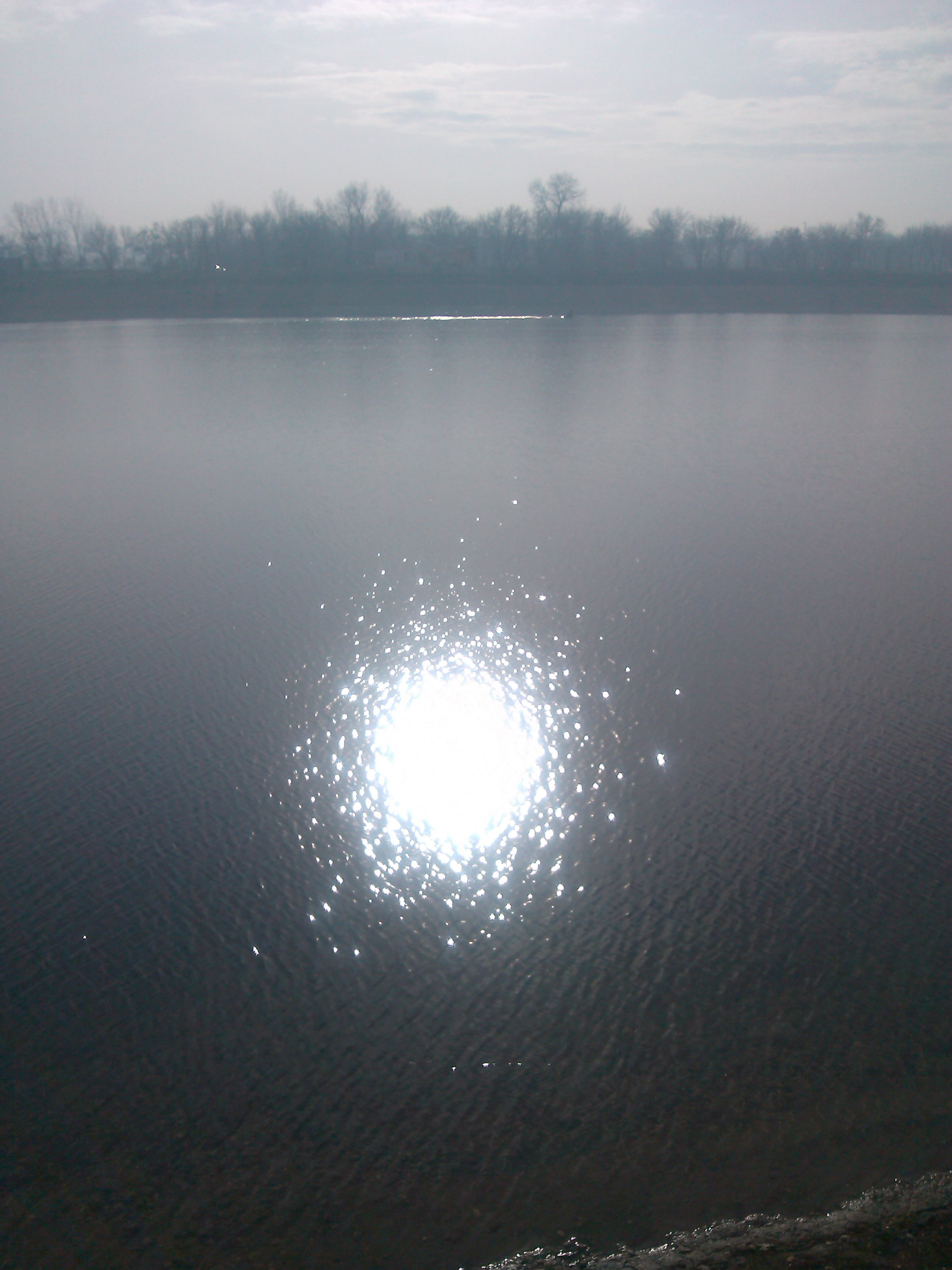
Belgrade lake.